# Ernst Heinrich Schliepe
Ernst Heinrich Schliepe (* 25. Mai 1893 in Darkehmen; † 10. April 1961 in Berlin) war ein deutscher Komponist.
Schliepe wurde als Sohn eines Tierarztes geboren und studierte in Königsberg, Bonn und Berlin Musik. An den Konservatorien in Berlin und Königsberg erhielt er seine musikalische Ausbildung. Im Jahr 1911 wurde er in Königsberg Theaterkapellmeister und ab 1913 dirigierte er in Memel, Insterburg, Halle, Köln und Aachen. Nach Berlin zog er 1921, als er sich als Musikkritiker betätigte und auch Bücher über Musik schrieb. 
Zum 1. Oktober 1932 trat er der NSDAP bei. Während des Zweiten Weltkrieges war er von 1939 bis 1944 Leiter mehrerer Konzerte junger Musiker, außerdem leitete er ein Vokalquartett über Brahms. Schliepe trat außerdem als Komponist verschiedener Streichquartette, Madrigale, Kantate, Konzertstücke sowie Opern hervor.
Briefe von Ernst Heinrich Schliepe befinden sich im Bestand des Leipziger Musikverlages C.F.Peters im Staatsarchiv Leipzig.

## Werke
- Marienburg
- Nacht am Bosporus
- Formen der Oper
- Der Herr von gegenüber